# Associação Latino-Americana de Agências de Publicidade
A Associação Latino-Americana de Agências de Publicidade é uma entidade que agrega agências da América Latina com atuação no mercado. É usada como meio para solução de problemas em comum de agências associadas, e troca de informações e experiências.